# Хованский, Пётр Иванович (воевода)
Князь Пётр Иванович Хованский (ум. после 1551) — воевода во времена правления Василия III Ивановича и Ивана IV Васильевича Грозного.

## Биография
Из княжеского рода Хованских. Младший сын князя Ивана Ивановича Мынника Хованского. Имел братьев: князей и воевод Фёдора Ивановича Телицу и Ивана Ивановича Жердь.
В 1531 году воевода в Кашире. В 1535 году первый воевода правой руки войск на Сивере. В марте 1542 года сын боярский Волока Ламского, упомянут на посольском приёме литовских послов в Москве, который «в думе не живут, а при послах в избе были». В марте 1554 года второй воевода второй правой руки войск в Казанском походе на Нагорную сторону. В марте 1545 года второй воевода Сторожевого полка в походе в Коломну, в связи с крымской опасностью. В апреле 1549 года второй воевода второго Передового полка против шведов. В сентябре 1551 года первый воевода седьмой левой руки войск в походе к Полоцку.
По родословной росписи показан бездетным.